# 軍事海上輸送司令部
軍事海上輸送司令部（ぐんじかいじょうゆそうしれいぶ、Military Sealift Command、略称：MSC）は、アメリカ海軍の組織の1つ。部隊管理系統ではアメリカ艦隊総軍（USFLTFORCOM）の、作戦系統ではアメリカ輸送軍（USTRANSCOM）の指揮をそれぞれ受ける。司令部はワシントンD.C.のネイビーヤードに所在する。

## 主たる任務
補給
海軍艦艇に必要な弾薬、燃料、物資を海上輸送し、洋上補給を行う。補給艦を運用する。
特殊任務
調査対象国のミサイルの追跡、調査対象国の艦艇の音響スペクトルの取得、調査対象海域の海水温・塩分濃度・水深・海底構造の観測などを行う。ミサイル追跡艦、音響測定艦、海洋観測艦、測量艦などを運用する。
事前集積
事前集積艦を準備し、海兵隊、陸軍、海軍、空軍に必要な装備、弾薬などを事前集積して前方配備し、軍事紛争に備えている。民間RO-RO船を改造した輸送艦などを事前集積船として運用する。
後方支援
救難艦、潜水艦救難艦、病院船、ケーブル敷設艦などを用いて、後方支援を行う。
海上輸送
輸送艦、タンカー、高速輸送艦を用いて拠点間の海上輸送を行う。

## 編制

### 機能別区分
軍事海上輸送司令部に所属する艦艇は機能別に5つの区分に振り分けられている。5つの区分は以下となっている。また軍事海上輸送司令部に所属する艦艇は母港を指定されていない。
戦闘兵站部隊（Combat Logistics Force）
補給
特殊任務計画（Special Mission Program）
特殊任務
海上事前集積計画（Maritime Prepositioning Program）
事前集積 - 計26隻運用中
第2海上事前集積船隊（Maritime Prepositioning Ships Squadron-2、MPSRON-2）
ジョン・P. ボボ少尉級貨物輸送艦5隻およびシュガート級/ボブ・ホープ級/ワトソン級の大型中速車両輸送艦（LMSR）5隻の中から計4隻～6隻。
第3海上事前集積船隊（Maritime Prepositioning Ships Squadron-3、MPSRON-3）
ジョン・P. ボボ少尉級貨物輸送艦5隻およびシュガート級/ボブ・ホープ級/ワトソン級の大型中速車両輸送艦（LMSR）5隻の中から計4隻～6隻。
第3陸軍事前集積備蓄（Army Prepositioned Stocks-3、APS-3）‐ 計8隻
コンテナ輸送艦2隻。ワトソン級大型中速車両輸送艦（LMSR）を6隻。
海軍、国防兵站局、および空軍の兵站事前集積部隊（Navy, Defense Logistics Agency and Air Force Ships Force、NDAF）
- 国防兵站庁向けに、K.R.ウィーラー海軍中将級沿岸送油システム艦（OPDS）を1隻運用。
- 空軍向けに、コンテナ輸送艦を2隻運用。
- 海兵隊向けに、ライト級航空支援艦を2隻運用。
- 海軍向けに、ルイス・アンド・クラーク級貨物弾薬補給艦を14隻運用。
- 海軍向けに、モントフォード・ポイント級遠征移送ドックを2隻運用。
- 過去に国防兵站庁向けにチャンピオン級油槽艦を運用していたが現在は運用されていない。

計8隻
後方支援計画（Service Support Program）
後方支援
海上輸送計画（Sealift Program）
海上輸送

### 地域別区分
軍事海上輸送司令部は世界を5つの地域に区分しそれぞれに司令部組織を編成している。
軍事海上輸送司令部・太平洋（MSCPAC）
カリフォルニア州サンディエゴに司令部がある。事実上、第3艦隊第33任務部隊司令部がMSCPACを兼務している。
軍事海上輸送司令部・極東（MSCFE）
シンガポールセンバワンに司令部がある。事実上、第7艦隊第73任務部隊司令部がMSCFEを兼務している。
軍事海上輸送司令部・大西洋（MSCLANT）
バージニア州ノーフォークに司令部がある。
軍事海上輸送司令部・ヨーロッパ／アフリカ（MSCEURAF）
イタリアナポリに司令部がある。事実上、第6艦隊第63任務部隊司令部がMSCEURAFを兼務している。
軍事海上輸送司令部・中央（MSCCENT）
バーレーンマナマに司令部がある。事実上、第5艦隊第53任務部隊司令部がMSCCENTを兼務している。

## 画像

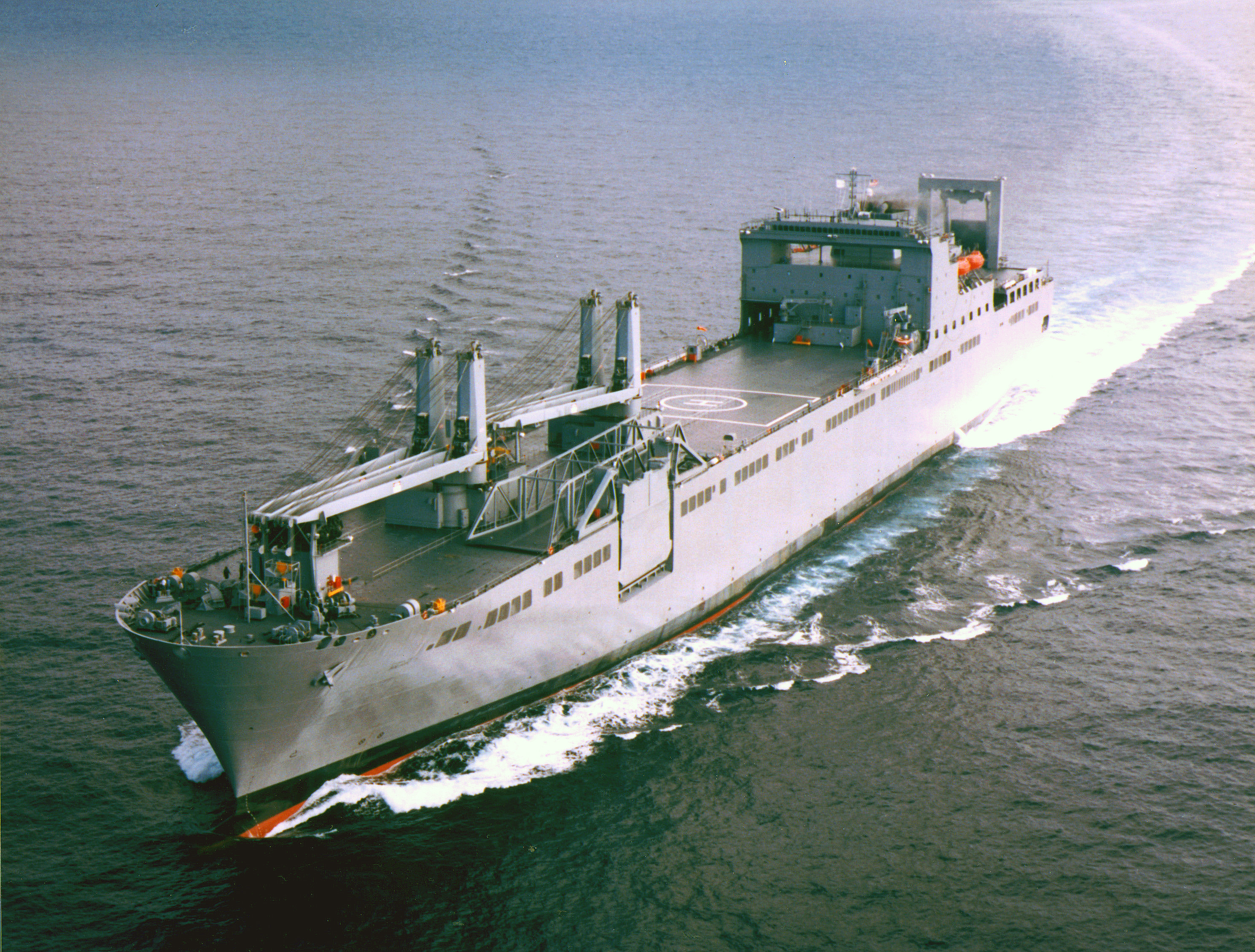
USNS Bob Hope (T-AKR-300)
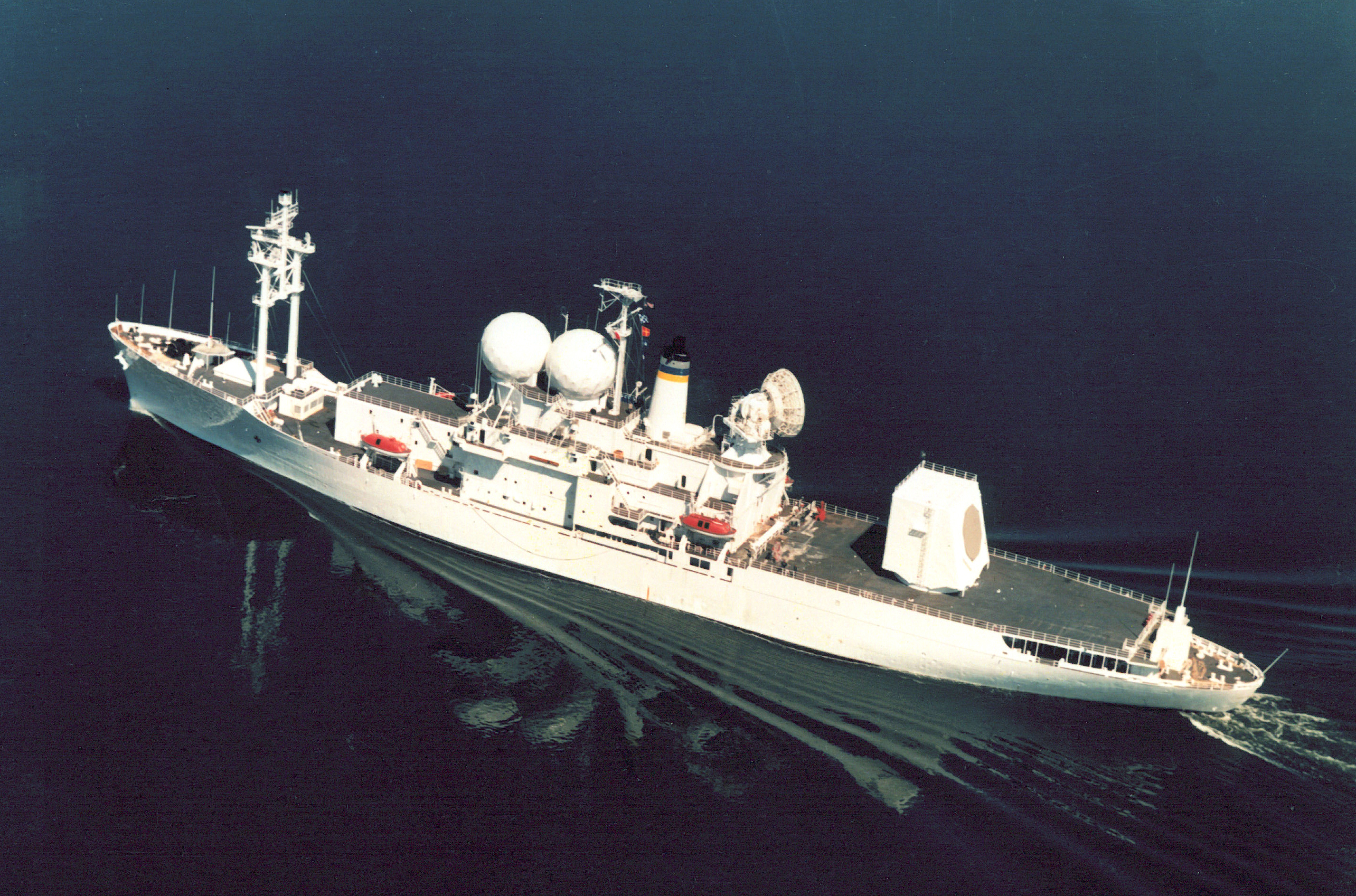
USNS Observation Island (T-AGM-23), un des navires scientifiques. Équipé d'un radar tridimensionnel à balayage électronique, Il est spécialisé dans l'observation des tests de missiles
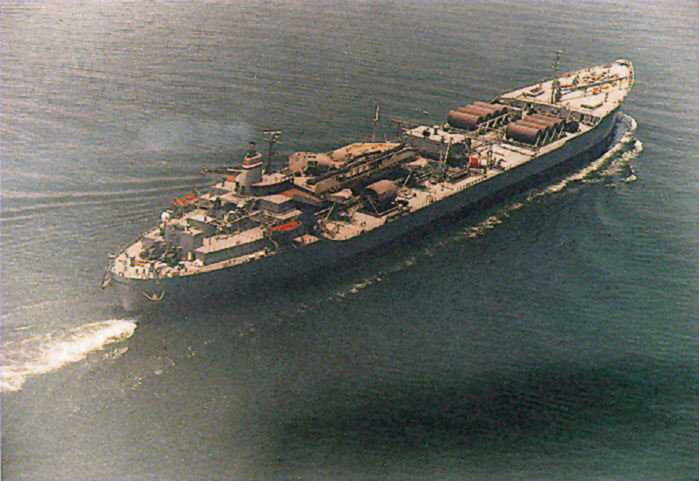
SS Petersburg, (T-AOT-9101), un des nombreux pétroliers de l'US Navy
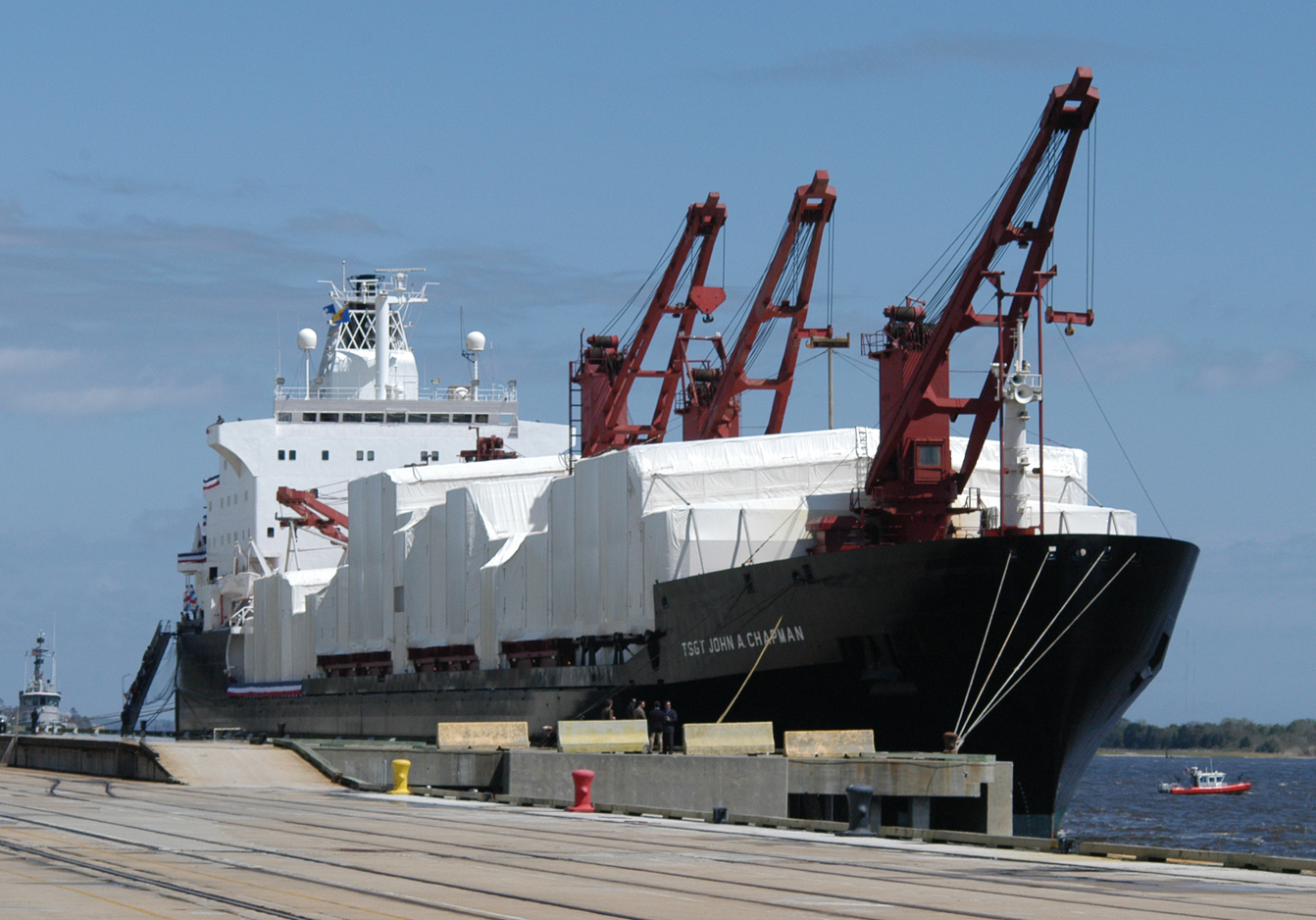
Porte-conteneurs MV TSgt John A. Chapman (AK-323)
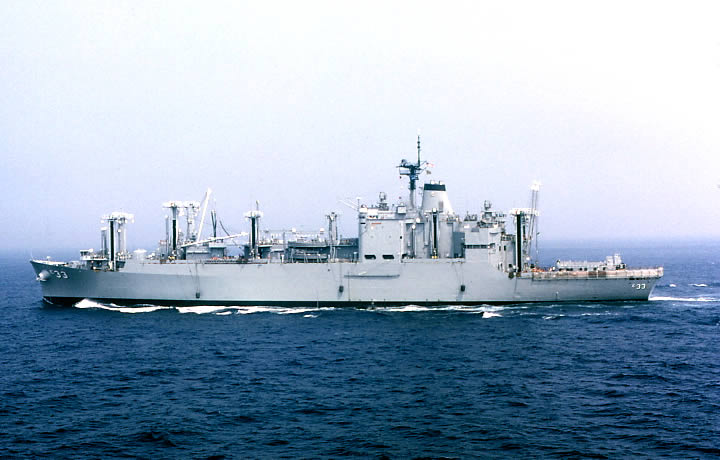
Navire de transport de munitions USS Shasta, retiré du service en 1997
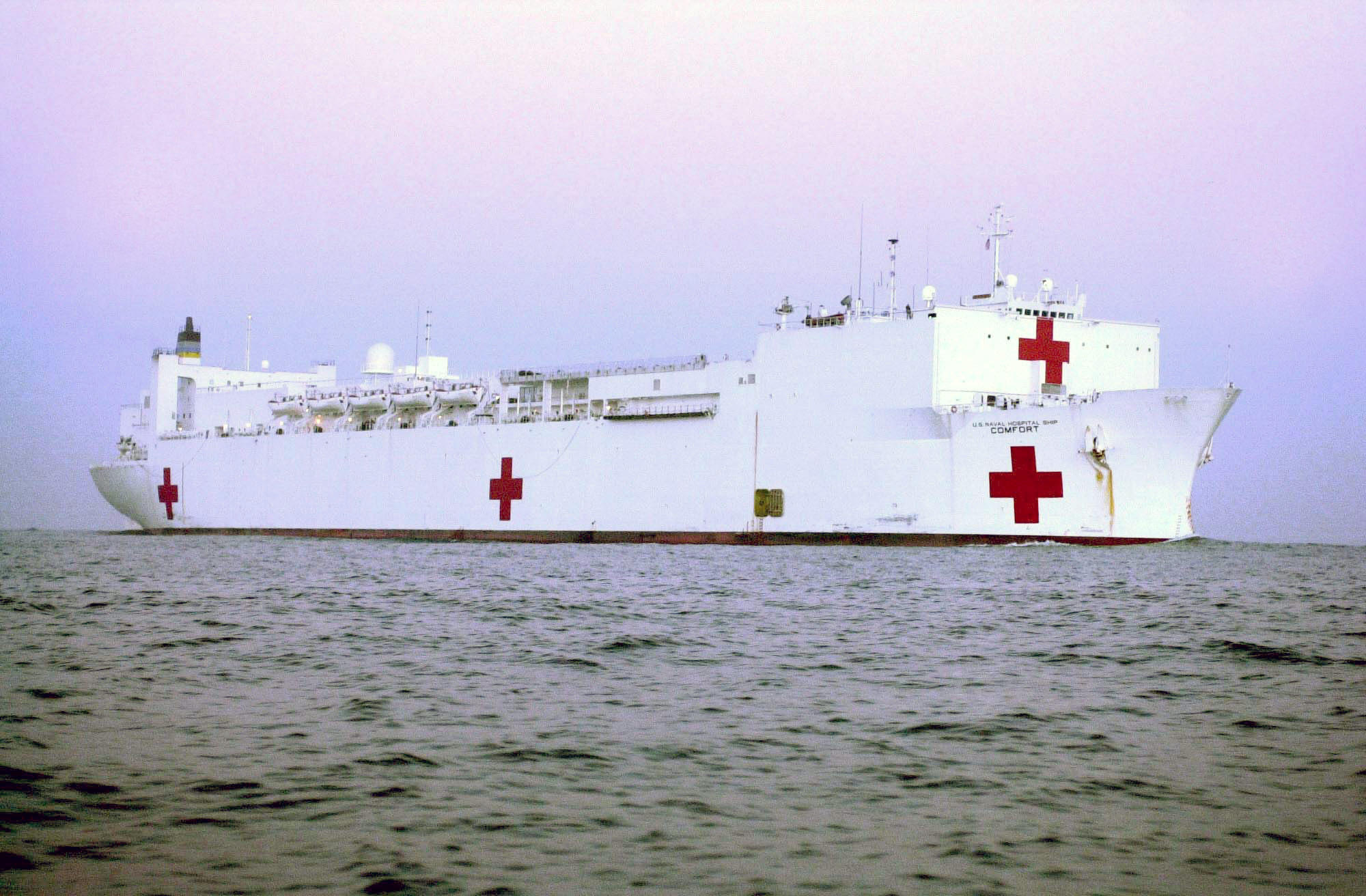
Navire hôpital USNS Comfort
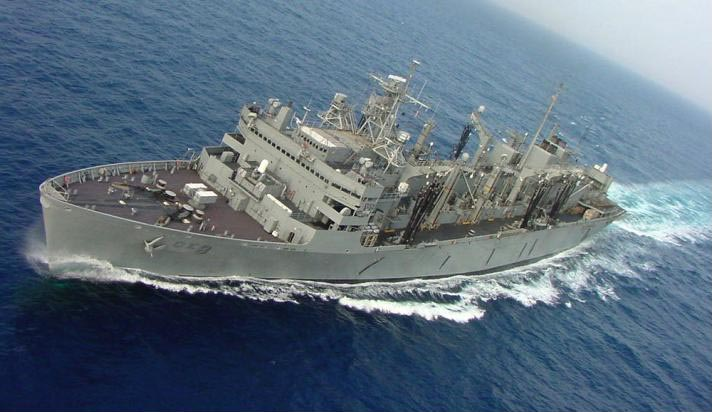
USNS Arctic (T-AOE-8), spécialisé dans le ravitaillement de navires en zone polaire
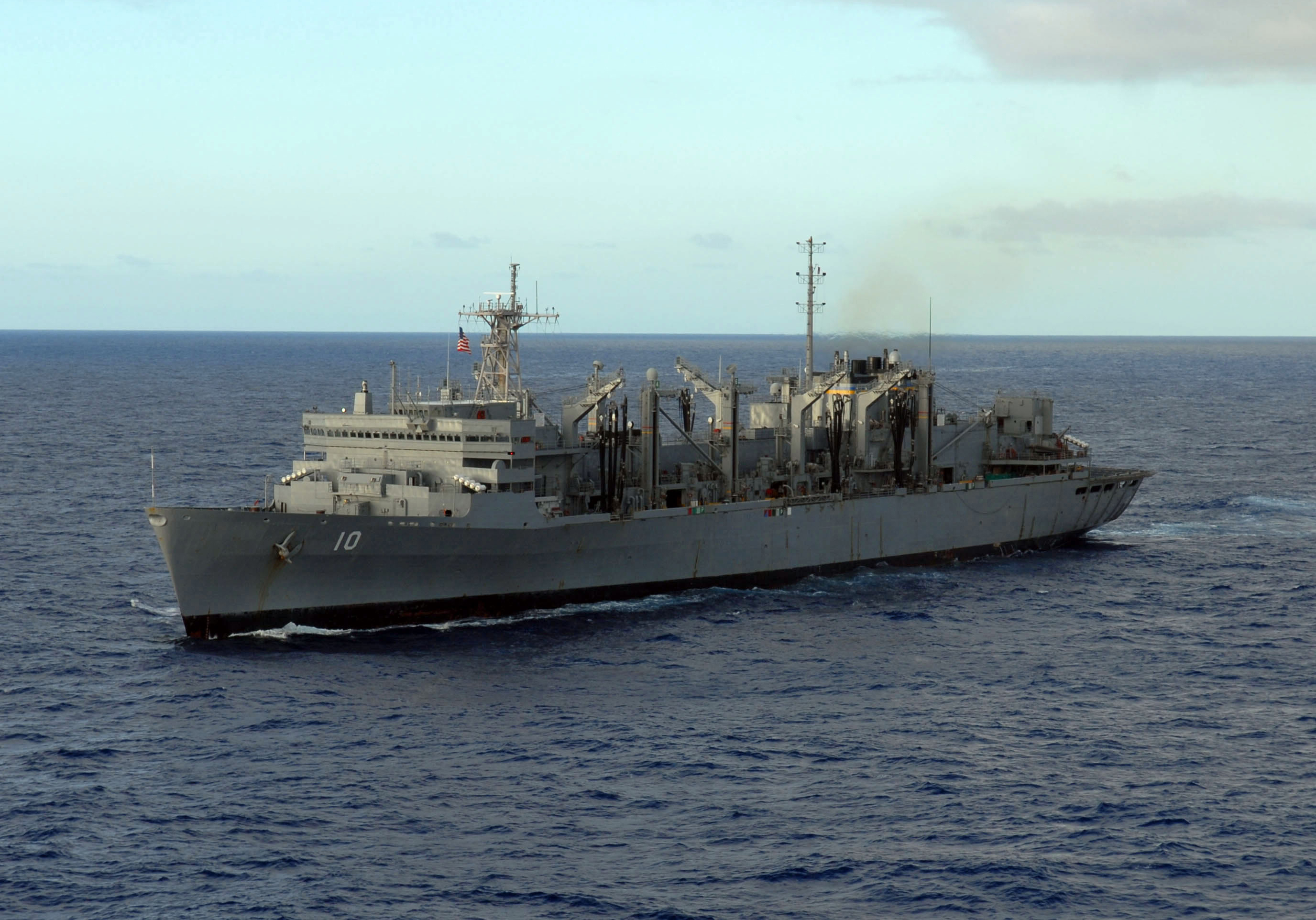
USNS Bridge (T-AOE 10)
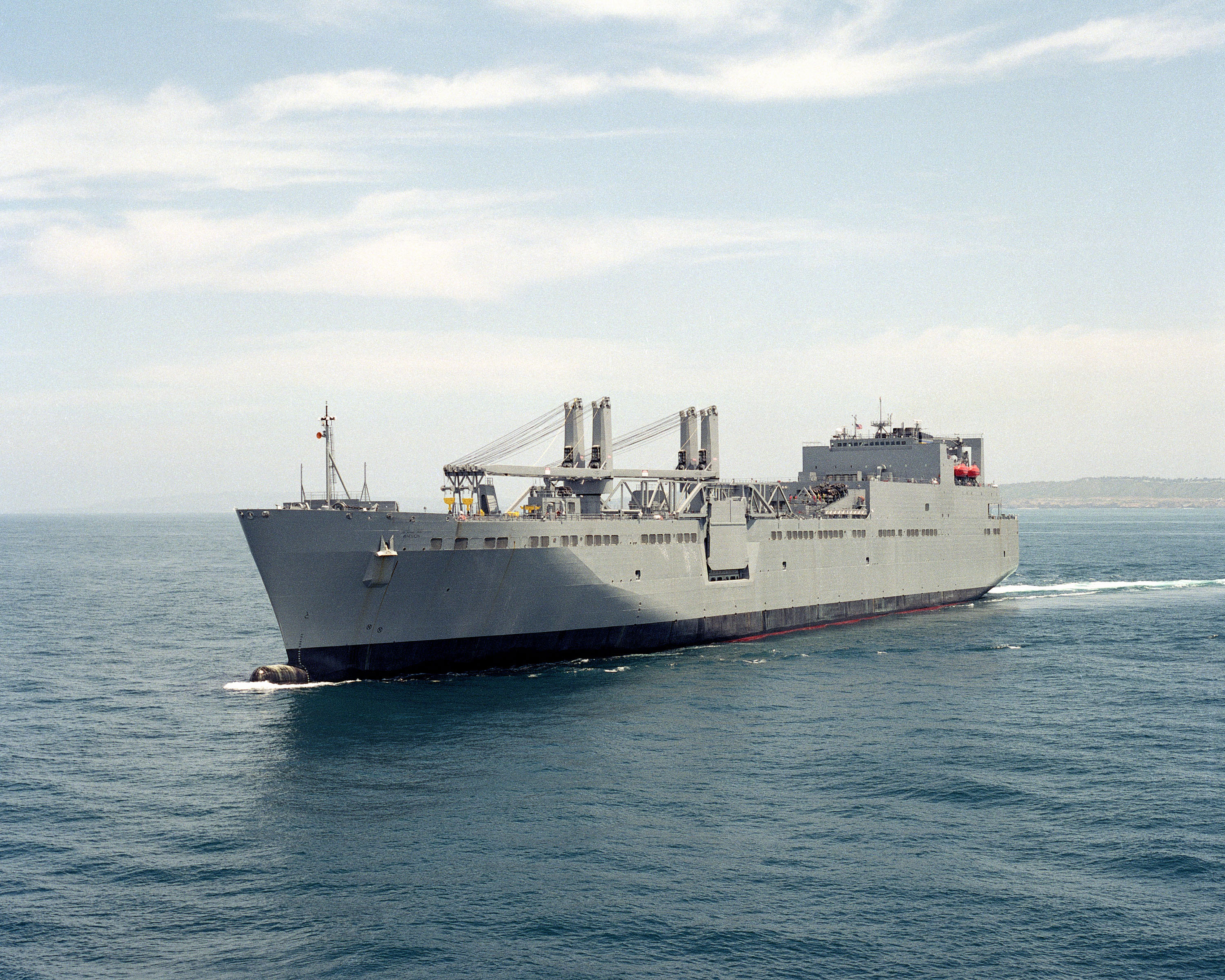
USNS Watson  (T-AKR 310);  Entrée en service en 1998, il est un des plus grand cargos du MSC avec ses 290 mètres de long et ses 64 000 tonnes.